# Índia nos Jogos Paralímpicos de Verão de 1972
Índia participou dos Jogos Paralímpicos de Verão de 1972, que foram realizados na cidade de Heidelberga, na então Alemanha Ocidental (1949–1990), entre os dias 2 e 11 de agosto de 1972.
Murlikant Petkar se tornou o primeiro campeão paralímpico indiano, quando conquistou a medalha de ouro na natação.